# Wincenty Czamarczan
Wincenty Czamarczan (ur. 22 stycznia 1899 w Warszawie, zm. 2 sierpnia 1942 tamże) – polski dorożkarz, plutonowy rezerwy Wojska Polskiego, kawaler Orderu Virtuti Militari.

## Życiorys
Urodził się 22 stycznia 1899 na warszawskiej Pradze, w rodzinie Andrzeja, dorożkarza, i Karoliny z Filubów. Do ósmego roku życia wychowywał się przy ojcu, a następnie ukończył trzy oddziały szkoły rządowej. Później pracował u sztukatora. Po wybuchu I wojny światowej rozpoczął pracę dorożkarza. Następnie wstąpił do armii rosyjskiej jako wolontariusz (ros. доброволец), lecz wkrótce zdezerterował ponieważ „niepodobało mu się” i wrócił do domu. Po wkroczeniu oddziałów armii niemieckiej do Warszawy (5 sierpnia 1915) został wywieziony do Rzeszy. Po sześciu miesiącach uciekł i wrócił do domu. Zadenuncjowany władzom niemieckim przez gospodarza domu zmuszony był wyjechać do Generalnego Gubernatorstwa Lubelskiego. W 1918, po wyjeździe armii austro-węgierskiej, wrócił do Warszawy. 

7 listopada 1918 wstąpił do Wojska Polskiego. Służył w 7. kompanii II batalionu 36 pułku piechoty. W szeregach tego oddziału walczył na wojnie z Ukraińcami, a następnie wojnie z bolszewikami. Był trzy razy ranny i trzy razy kontuzjowany. Wyróżnił się 20 maja 1920 w walce pod Woropajewem i 3 czerwca tego roku w bitwie pod Duniłowiczami. 24 grudnia 1920 we wniosku na odznaczenie Orderem Virtuti Militari napisano: 

Dnia 20 maja 1920 w bitwie pod Woropajewem, podczas odpierania nadzwyczajnie silnego ataku nieprzyjacielskiego, plutonowy Czamarczan jako strzelec przy lekkim karabinie maszynowym ostrzeliwując nieprzyjaciela zostaje dotkliwie rannym w ucho, mimo to nie traci ani na chwilę zimnej krwi i nie opuszcza stanowiska. Dostaje jednak drugi powierzchowny postrzał w czoło, od którego traci przytomność. Nieprzyjaciel rozzuchwalony milczeniem karabinu maszynowego atakuje z podwójną energią. Kompania tak zachwiana milczeniem karabinu maszynowego jak i utratą oficera, który w międzyczasie zostaje rannym, zaczyna się cofać. Plutonowy Czamarczan po kilkuminutowym omdleniu przytomnieje, odtrąca od karabinu maszynowego nieobeznanych, majstrujących kolegów i rozpoczyna ogień. Strzelając na kilka kroków i wzdłuż linii tyralierskiej nieprzyjaciela zadaje mu ciężkie straty, tym samym pobudza kompanię do kontrataku i atak nieprzyjacielski zamienia się w formalną ucieczkę, a nawet pogrom.

W latach 1929–1931 pracował jako robotnik w wojskowych składach samochodowych przy ul. Stalowej, a następnie na lotnisku wojskowym Okęcie. Później pozostawał bez pracy, a w 1934, za pośrednictwem Biura Kapituły Orderu Wojennego „Virtuti Militari” starał się o posadę państwową. Mieszkał na Pradze przy ul. Kowieńskiej 10 m. 2.
19 lipca 1934 kierownik XIV Komisariatu Policji Państwowej m. st. Warszawy, komisarz Władysław Rodkiewicz przesłał do Biura Kapituły Orderu Wojennego „Virtuti Militari” opinię o Wincentym Czamarczanie, w której napisano, że „prowadzi się nienagannie, ma na utrzymaniu żonę i dwoje dzieci. Wymieniony znajduje się w warunkach materialnych biednych, gdyż jako powożący dorożką pracuje dorywczo”. 23 lipca tego roku swoją opinię do Biura Kapituły przesłał kierownik Samodzielnego Referatu Informacyjnego DOK I w Warszawie, major Edward Rybicki. Opinia była negatywna, lecz opierała się na danych sprzed dziesięciu lat, pochodzących z Biura Rejestracyjnego Urzędu Śledczego m. st. Warszawy.
6 grudnia 1934 prezydent RP postanowił w drodze łaski zatrzeć Wincentemu Czamarczanowi skazanie go na karę jednego miesiąca aresztu, orzeczoną na mocy art. 142 cz. 1 i art. 53 kk wyrokiem Sądu Apelacyjnego w Warszawie z 7 kwietnia 1924, jako instancji odwoławczej od wyroku Sądu Okręgowego w Warszawie oraz karę dwóch miesięcy aresztu, orzeczoną na podstawie art. 129 i 132 § 1 kk wyrokiem Sądu Apelacyjnego w Warszawie z 30 października 1933, jako instancji odwoławczej od wyroku Sądu Okręgowego w Warszawie.
Zmarł 2 sierpnia 1942 w Warszawie, a trzy dni później został pochowany na cmentarzu Bródnowskim (sektor 52g, rząd 4, grób 4).
Był żonaty, miał syna Lucjana (ur. 14 października 1925) i córkę Irenę (ur. 23 marca 1930, zm. 15 stycznia 2000), po mężu Grzędę.

## Ordery i odznaczenia
- Krzyż Srebrny Orderu Wojskowego Virtuti Militari nr 1534[1] – 26 marca 1921[22][23][24]
- Krzyż Walecznych po raz pierwszy[25]